# Вастемийза (волость)
Ва́стемийза (ест. Vastemõisa vald) — волость в Естонії, одиниця самоврядування в повіті Вільяндімаа з 19 грудня 1991 до 1 листопада 2005 року.

## Географічні дані
Площа волості — 280 км2, чисельність населення на 1 січня 2006 року становила 1127 осіб.

## Населені пункти
Адміністративний центр — село Вастемийза.
На території волості розташовувалися 9 сіл (küla):
Вастемийза (Vastemõisa), Іваскі (Ivaski), Ілбаку (Ilbaku), Кілду (Kildu), Кобрувере (Kobruvere), Леммакинну (Lemmakõnnu), Метскюла (Metsküla), Паелама (Paelama), Сандра (Sandra).

## Історія
19 грудня 1991 року Вастемийзаська сільська рада була перетворена у волость зі статусом самоврядування.
16 червня 2005 року Уряд Естонії постановою № 142 затвердив утворення нової адміністративної одиниці шляхом об'єднання міського самоврядування Сууре-Яані та волостей Сууре-Яані, Олуствере і Вастемийза, визначивши назву нового муніципалітету як волость Сууре-Яані. Зміни в адміністративно-територіальному устрої, відповідно до постанови, набрали чинності 1 листопада 2005 року після оголошення результатів виборів до волосної ради нового самоврядування. Волость Вастемийза вилучена з «Переліку адміністративних одиниць на території Естонії».